# Convento de Nossa Senhora da Esperança (Ponta Delgada)

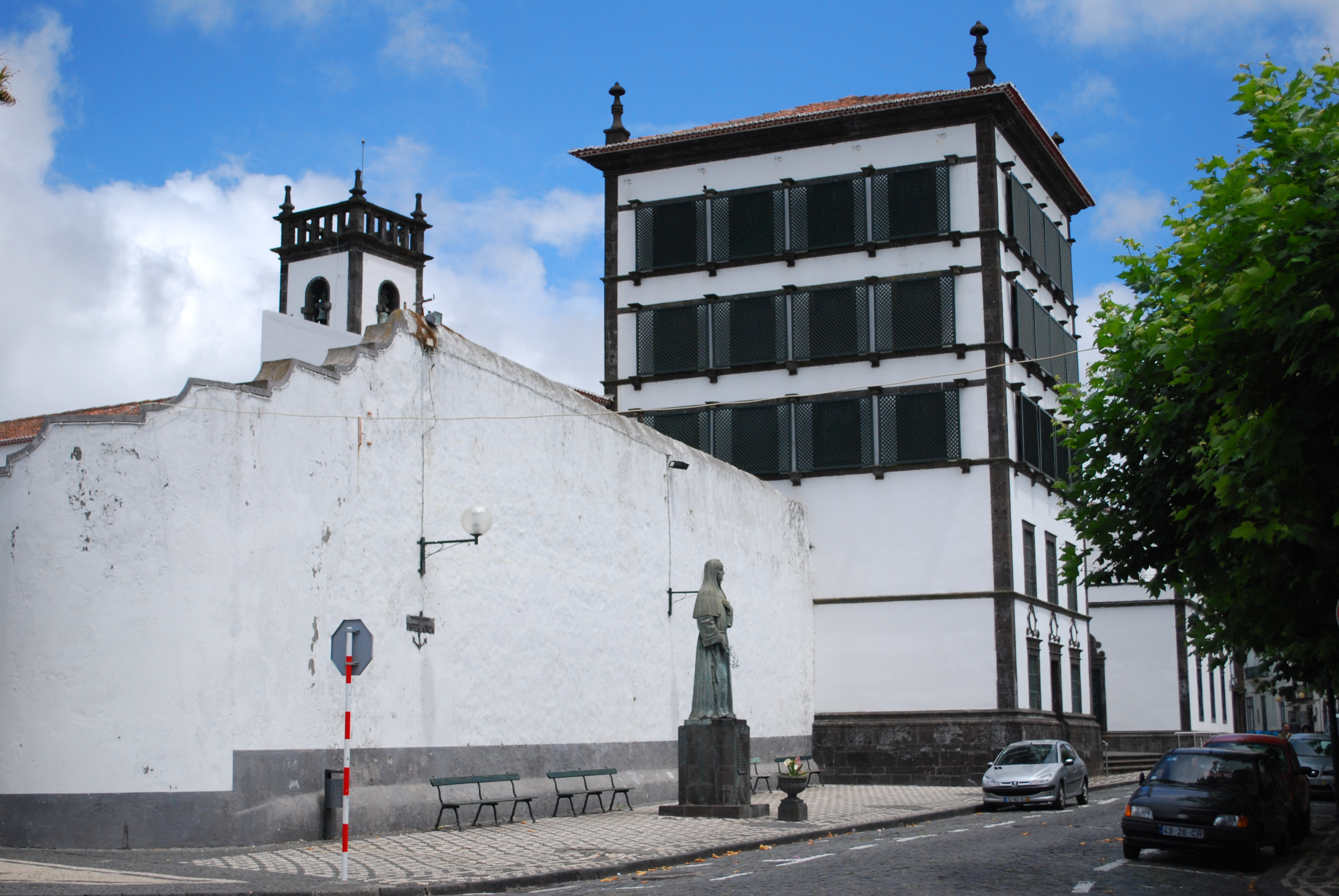
Vista exterior do Convento da Esperança, em Ponta Delgada.

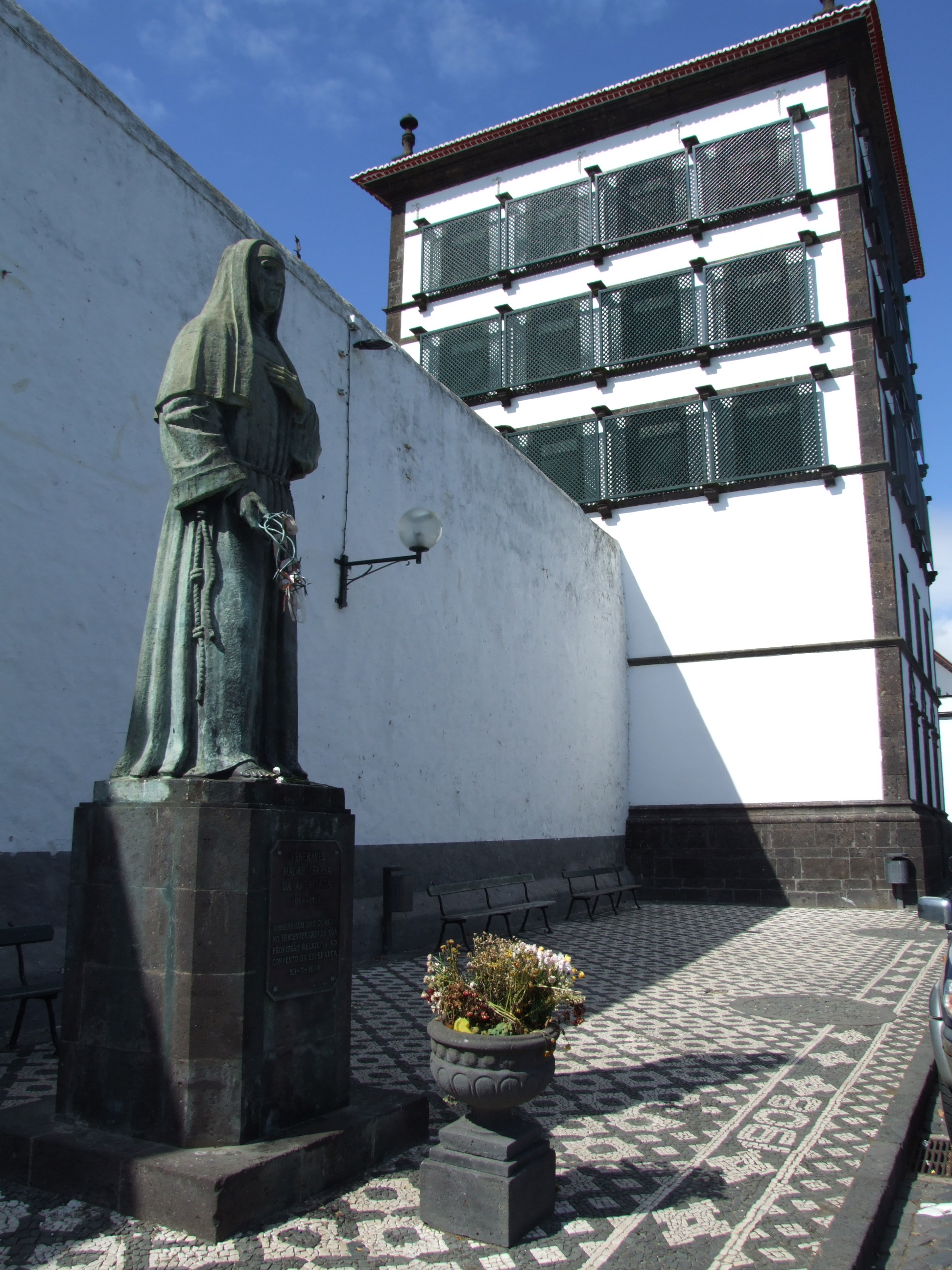
Estátua da Venerável Madre Teresa da Anunciada junto ao Convento da Esperança.

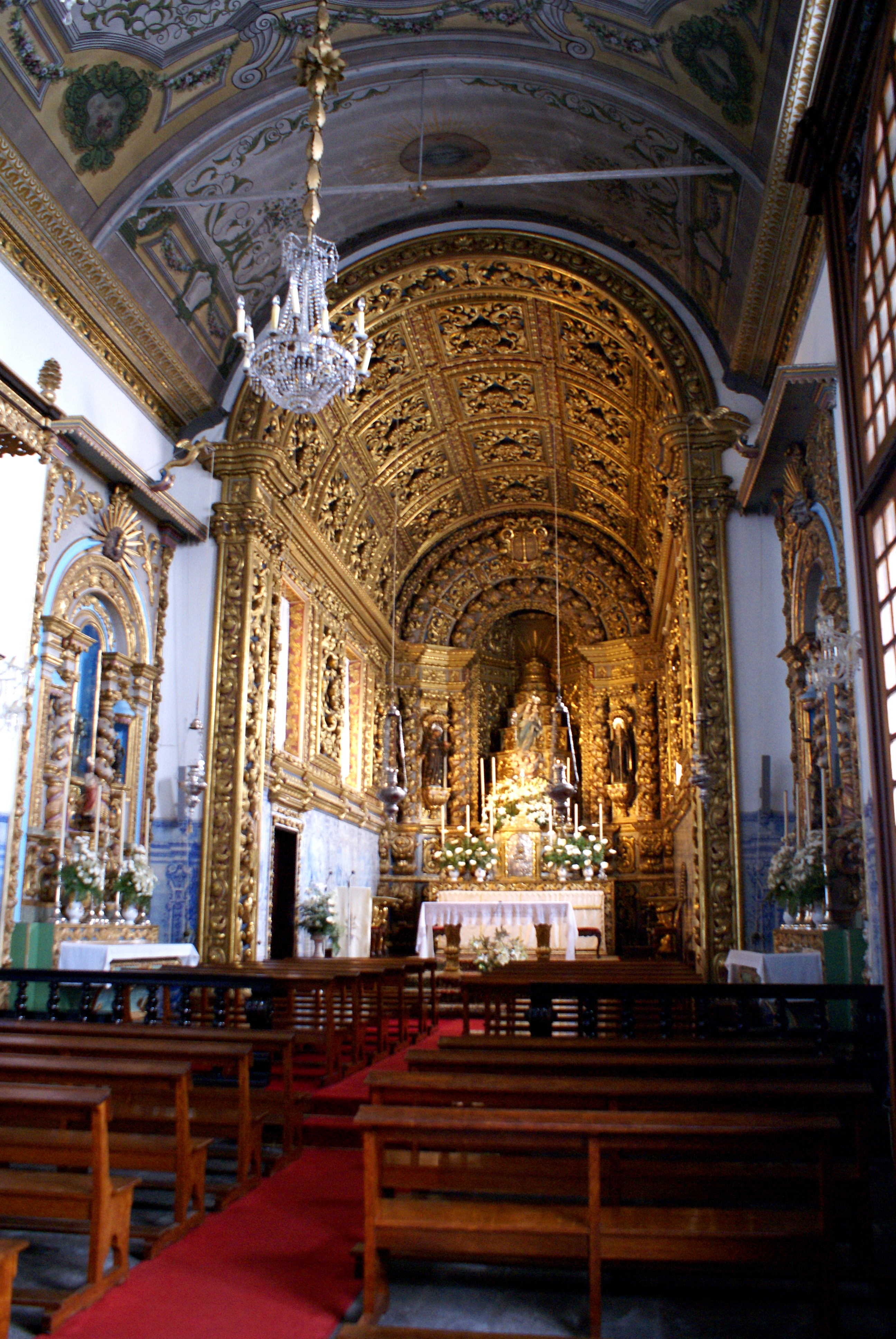
Interior da Igreja de Nossa Senhora da Esperança.

O Convento de Nossa Senhora da Esperança, sito no Campo de São Francisco, é um convento localizado na cidade e município de Ponta Delgada, na ilha de São Miguel, nos Açores. De fundação quinhentista, mantém as suas atividades religiosas até aos nossos dias. Aqui se encontra o Santuário do Senhor Santo Cristo dos Milagres, da mais elevada devoção para o povo açoriano, e um tesouro de arte sacra dos mais importantes do País.

## História
A construção da Igreja de Nossa Senhora da Esperança, bem como a do Convento que lhe está anexo, foi iniciada antes de 1535, pelo seu fundador, o capitão donatário Rui Gonçalves da Câmara (o 2º de nome), falecido em 20 de outubro daquele ano. Depois de suspensas por algum tempo, as obras prosseguiram por iniciativa da sua viúva, D. Filipa Coutinho.
De acordo com o cronista Gaspar Frutuoso, em 23 de abril de 1541 ingressaram neste convento as primeiras freiras, vindas do Convento da Caloura, de Água de Pau, que trouxeram consigo a imagem do Senhor Santo Cristo dos Milagres. Esta imagem, na segunda metade do século XVII, seria revelada ao culto, por iniciativa de Madre Teresa da Anunciada.
Segundo Francisco Afonso de Chaves e Melo, no início do século XVIII existiam no convento 102 freiras professas e 67 noviças, pupilas e servas.
Encontra-se classificado como Imóvel de Interesse Público pelo Decreto nº 39.175, de 17 de abril de 1953.

## Características
No conjunto destaca-se a Igreja de Nossa Senhora da Esperança, com um rico retábulo em talha dourada em estilo barroco e o coro baixo, decorado com um conjunto de azulejos do mestre setecentista português António de Oliveira Bernardes.